# 卡爾 (喬治亞州)
卡爾（英語：Carl）是一個位於美國喬治亞州巴羅縣的城鎮。

## 地理
卡爾的座標為34°00′24″N 83°48′43″W / 34.00667°N 83.81194°W，而該地的平均海拔高度為329米（即1079英尺）。

## 人口
根據2010年美國人口普查的數據，卡爾的面積為2.80平方千米，當中陸地面積為2.80平方千米，而水域面積為0.00平方千米。當地共有人口255人，而人口密度為每平方千米91人。